# Тарасенко, Павел Евдокимович
Павел Евдокимович Тарасенко (1923—2007) — полковник Советской армии, участник Великой Отечественной войны, Герой Советского Союза (1943).

## Биография
Павел Тарасенко родился 12 сентября 1923 года в селе Братковское (ныне — Кореновский район Краснодарского края). Окончил среднюю школу. В октябре 1941 года Тарасенко был призван на службу в Рабоче-крестьянскую Красную Армию. с января 1942 года — на фронтах Великой Отечественной войны.
К ноябрю 1943 года гвардии красноармеец Павел Тарасенко был стрелком 6-го гвардейского стрелкового полка 2-й гвардейской стрелковой дивизии 56-й армии Северо-Кавказского фронта. Отличился во время Керченско-Эльтигенской операции. 3 ноября 1943 года Тарасенко в числе первых поднялся в атаку и лично уничтожил немецкий пулемётный расчёт. Ворвавшись на высоту, он водрузил там красный флаг.
Указом Президиума Верховного Совета СССР от 17 ноября 1943 года гвардии красноармеец Павел Тарасенко был удостоен высокого звания Героя Советского Союза с вручением ордена Ленина и медали «Золотая Звезда».
После окончания войны Тарасенко продолжил службу в Советской Армии. В 1945 году он окончил Сталинградское артиллерийское училище, в 1956 году — Военно-артиллерийскую командную академию. В 1973 году в звании полковника Тарасенко был уволен в запас. Проживал и работал в Ленинграде.
Был также награждён орденами Отечественной войны 1-й степени и Красной Звезды, рядом медалей. Почётный гражданин Керчи (1989).

## Награды
- Звание Героя Советского Союза с вручением Ордена Ленина и медали «Золотая звезда» гвардии рядовому Тарасенко Павлу Евдокимовичу присвоено 17 ноября 1943 г.

В наградном листе Тарасенко П. Е. написано:

«Смелый, решительный воин личным примером увлекший бойцов на выполнение боевой задачи, проявивший героизм, при высадке на вражеский берег товарищ Тарасенко достоин присвоения высокого звания Героя Советского Союза »

- Орден Отечественной войны I степени[3][4]
- Орден Отечественной войны II степени[5](8 сентября 1944)
- Орден Красной Звезды
- Медаль Жукова[6]
- Медаль «В ознаменование 100-летия со дня рождения Владимира Ильича Ленина» (6 апреля 1970[7])
- Медаль «За победу над Германией в Великой Отечественной войне 1941—1945 гг.» (9 мая 1945[8])
- Юбилейная медаль «Двадцать лет Победы в Великой Отечественной войне 1941—1945 гг.» (7 мая 1965[9])
- Юбилейная медаль «Тридцать лет Победы в Великой Отечественной войне 1941—1945 гг.»[10]
- Юбилейная медаль «50 лет Победы в Великой Отечественной войне 1941—1945 гг.»[11]
- Юбилейная медаль «60 лет Победы в Великой Отечественной войне 1941—1945 гг.»
- Медаль «Ветеран Вооружённых Сил СССР»
- Медаль «30 лет Советской Армии и Флота»[12].
- Юбилейная медаль «40 лет Вооружённых Сил СССР»[13]
- Юбилейная медаль «50 лет Вооружённых Сил СССР» (26 декабря 1967[14])
- Юбилейная медаль «60 лет Вооружённых Сил СССР» (28 января 1978[15])
- Юбилейная медаль «70 лет Вооружённых Сил СССР» (28 января 1988[16])
- Медаль «За безупречную службу» I степени
- Знак «Гвардия»
- Знак МО СССР «25 лет Победы в Великой Отечественной войне» (24 апреля 1970[17])

## Память

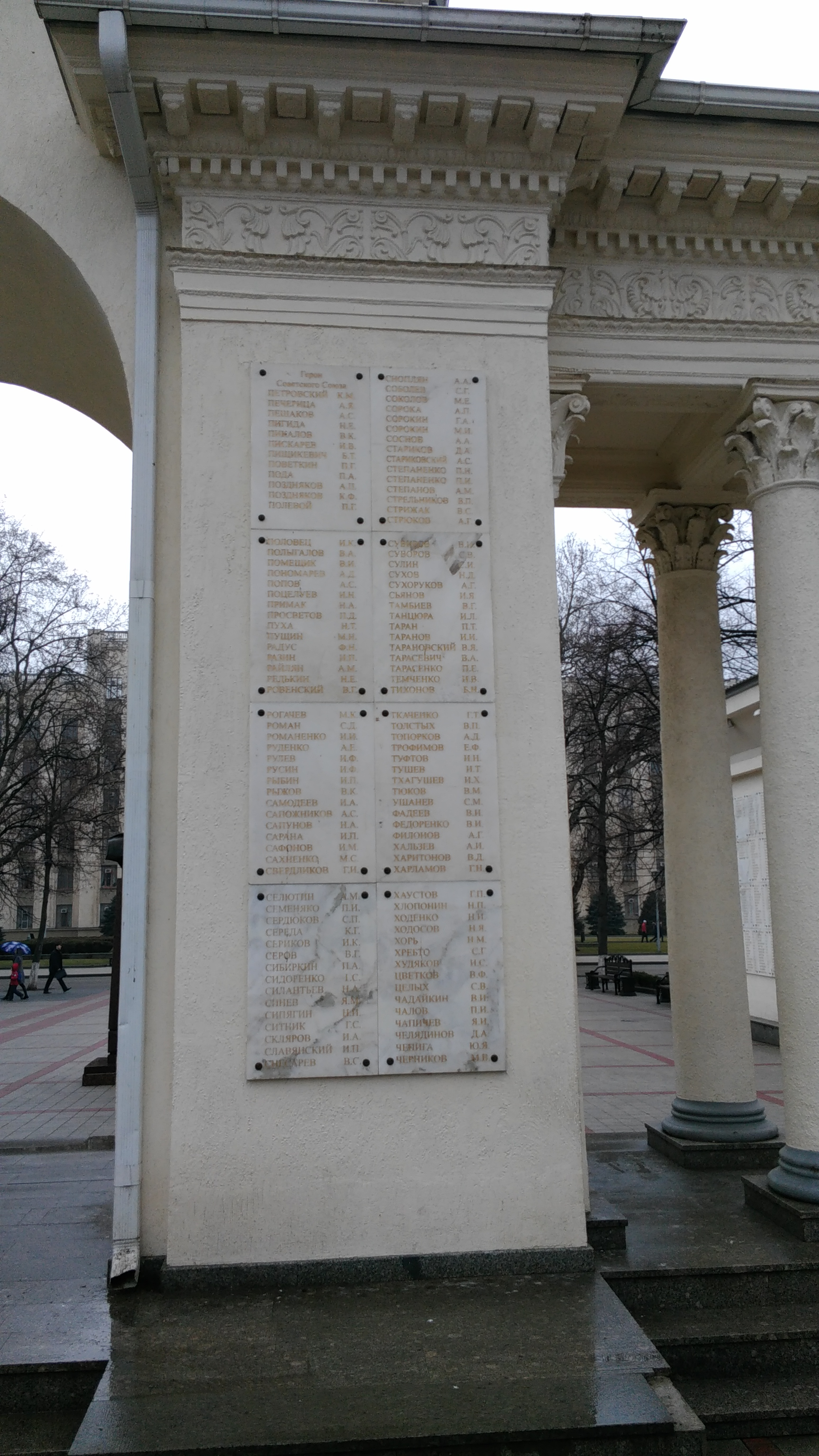
Имя Героя на мемориальной арке в Краснодаре.(П-Ч)

- Имя Героя увековечено на мемориальной арке в Краснодаре.
- Имя Героя высечено золотыми буквами в зале Славы Центрального музея Великой Отечественной войны в Парке Победы города Москвы
- На могиле  установлен надгробный памятник